# Kiss It
Kiss It è un singolo della cantante statunitense Dev realizzato in collaborazione con il rapper californiano Sage The Gemini. Il singolo è stato pubblicato su iTunes il 17 dicembre 2013 ed è stato scritto da Dev e Hit-Boy, che ne è anche il produttore. Kiss It è un brano hip-hop che parla del menefreghismo.
Il brano è stato paragonato alle canzoni L.A. Love (La La) di Fergie e Fancy di Iggy Azalea e Charli XCX.

## Il video
Il video musicale è stato diretto da Corey Nickols e rilasciato molto in ritardo rispetto al lancio del singolo. L'idea iniziale era di creare un video ispirato alle atmosfere di Edward mani di forbice di Tim Burton valorizzando i look vintage delle casalinghe del film. Calvin Klein insieme alla cantante si è ispirato alla canzone per creare un rossetto per la sua linea di cosmetici "CK One Color", di cui Dev costituisce attualmente la testimonial. Nel lyric video invece sono chiari i riferimenti alla Pop art.
I critici musicali hanno paragonato le tematiche e le sonorità del singolo a quelle di Lily Allen, aggiungendo che la musica di Dev è in continua evoluzione e scandaglia vari stili musicali producendo risultati interessanti e talvolta innovativi.

## Classifiche
| Classifica (2014) | Posizione massima |
| ----------------- | ----------------- |
| Belgio            | 75                |
| Brasile           | 54                |

## Pubblicazione
| Paese | Data             | Formato           |
| ----- | ---------------- | ----------------- |
| Mondo | 17 dicembre 2013 | Download digitale |